# Thierry Pister
Thierry Pister (Gent, 1965. szeptember 2. –) belga labdarúgó-középpályás, edző.